# Sophie Gay
Madame Sophie Gay, född 1 juli 1776 som Marie Françoise Sophie Nichault de Lavalette i Paris, död 5 mars 1852 i Paris, var en fransk författare. Även hennes dotter Delphine Gay var poet.

## Verk (urval)

### Romaner
- Léonie de Montbreuse (1813)
- Laure d'Estell (1802)
- Anatole (1815)
- Les malheurs d'un amant heureux (1818)
- Théobald, épisode de la guerre de Russie (1828)
- Un mariage sous l'empire (1832)

### Teaterpjäser
- Le marquis de Pomenars (1820)
- Le maitre de chapelle (1824)
- La duchesse de Chäteauroux (1834)